# 卡尼 (亚利桑那州)
卡尼（英文：Kearny），是美国亚利桑那州皮纳尔县下属的一座城市。面积约为2.81平方英里（约合7.3平方公里）。根据2010年美国人口普查，该市有人口1,950人，人口密度为706/平方英里。在建制上，该市属于“Town”。